# Calm Before the Storm (Lauren Harris)
Calm Before the Storm è l'album di debutto della cantante rock inglese Lauren Harris, pubblicato il 10 giugno 2008.
L'opener Steal Your Fire è una cover del gruppo musicale britannico Gun, molto apprezzato dalla stessa Lauren.

## Tracce
1. Steal Your Fire (Cover dei Gun) -4:31
2. Your Turn - 3:41
3. Get Over It - 3:49
4. Like It or Not - 3:28
5. From the Bottom to the Top - 3:41
6. Let Us Be - 3:53
7. Hurry Up - 4:18
8. Come on Over - 4:09
9. Hit or Miss - 3:54
10. See Through - 3:43
11. You Say - 4:30
12. Natural Thing (Bonus track, cover degli UFO) -3:23

## Formazione
- Lauren Harris - voce, cori
- Richie Faulkner - chitarre
- Miguel Gonzales - basso
- Tom McWilliams - batteria, tastiere, programmazione, cori; chitarra ritmica in Hurry Up e You Say

### Collaboratori
- Steve Harris - basso e cori in Steal Your Fire, From the Bottom to the Top e Come on Over; basso in Natural Thing
- John Falcone - basso in Like It or Not e Let Us Be
- Michael Quinn - cori in Your Turn e Get Over It; basso e cori in Hurry Up
- Joe Lazarus - batteria in Come on Over e Natural Thing